# مایلو (برند)
مایلو (انگلیسی: Milo) شرکت صنایع غذایی استرالیایی است، که در سال ۱۹۳۴ تأسیس شد و هم‌اکنون زیرمجموعه‌ای از شرکت نستله می‌باشد.